# Rattus satarae
Rattus satarae és una espècie de mamífer rosegador de la família dels múrids. És endèmic dels Ghats Occidentals (Índia), on viu a altituds d'entre 700 i 2.150 msnm. El seu hàbitat natural són els boscos primaris montans, tant perennifolis com caducifolis. Està amenaçada per la transformació del seu medi per a usos agrícoles i la tala d'arbres. El seu nom específic, satarae, significa ‘de Satara’ en llatí.